# Séquence d'insertion
Une séquence d'insertion, ou IS (pour insertion sequence en anglais), est une courte séquence d'ADN fonctionnant comme un élément transposable simple. Ces séquences sont caractérisées par leur petite taille — généralement de 700 à 2 500 paires de bases — et n'encodent que des protéines impliquées dans les activités de transposition, contrairement aux autres éléments transposables, qui peuvent porter des gènes complémentaires, tels que ceux conférant aux bactéries une résistance aux antibiotiques. Les protéines codées par une séquence d'insertion sont généralement la transposase, qui catalyse le déplacement de cet élément, et une protéine régulatrice, qui stimule ou inhibe la transposition.
Les séquences d'insertion sont souvent désignée par un nom de la forme ISn, où n est un entier naturel écrit en italique, bien qu'il existe également d'autres façons de les nommer. Ces séquences concernent avant tout les génomes de procaryotes, cependant certaines séquences d'éléments transposables de la famille Tc1/mariner chez les eucaryotes peuvent également être considérés comme des séquences d'insertion. 
La région codante d'une séquence d'insertion est généralement encadrée par des répétitions inversées. Ainsi la séquence d'insertion IS911, de 1 250 bp, est encadrée par deux répétitions inversées de 36 bp entre lesquelles se trouvent deux gènes en chevauchement partiel orfA et orfB qui encodent une transposase (OrfAB) et une protéine régulatrice (OrfA),,,. 
Certaines séquences d'insertion peuvent entrer dans la composition d'un transposon composite, dans lequel elles encadrent un ou plusieurs gènes complémentaires, par exemple des gènes de résistance aux antibiotiques tels que Tn10 (en) ou la transposase T5 ; ceci n'est cependant pas obligatoire, et il existe également des transposons simples, comme le transposon Tn7, qui ne possèdent pas de séquence d'insertion à leurs extrémités. Par ailleurs, la résolvase des transposons composites ne requiert pas la présence des éléments d'insertion pour fonctionner et est encodée par le transposon lui-même, qu'il clive au niveau des répétitions inversées.

(en) Structure schématique d'un transposon composite, montrant les séquences d'insertion inversées encadrant les gènes structurels.